# Ristanrekar (släkte)
Ristanrekar (Oryzorictes) är ett släkte i familjen tanrekar med två arter som förekommer bara på Madagaskar.
Arterna är:
- Oryzorictes hova lever på östra Madagaskar i kulliga områden och bergstrakter som är 140 till 2 000 meter höga, den listas av IUCN som livskraftig (LC).
- Oryzorictes tetradactylus har ett mindre utbredningsområde på östcentrala Madagaskar, den listas med kunskapsbrist (DD).

## Beskrivning
Dessa däggdjur ser ut som en blandning mellan mullvad och näbbmus. Kroppslängden (huvud och bål) ligger mellan 8,5 och 13 cm, svanslängden mellan 3 och 5 cm och vikten mellan 29,5 och 41,5 gram. Pälsen har på ovansidan en mörkbrun till gråbrun färg, undersidan är ljusgrå eller ljusbrun. Svansens färgteckning motsvarar övriga kroppens färgteckning.
Framfötterna är stora och utrustade med klor för att gräva i jorden. Antalet tår vid framfoten är för Oryzorictes tetradactylus fyra och för Oryzorictes hova fem.
Ristanrekar är huvudsakligen aktiva på natten men har även observerats på dagen. De vistas i marskland, i regnskogar och vid kanterna av risodlingar. Arterna bygger underjordiska tunnelsystem och livnär sig av blötdjur samt insekter och insektslarver. Inget är känt om fortplantningssättet.